# Ldd (Unix)
Pour les articles homonymes, voir LDD.
ldd (de l'anglais List Dynamic Dependencies) est un utilitaire Unix affichant les bibliothèques logicielles partagées d'un programme.

## Sécurité
Dans certains cas, certaines versions de ldd tentent d'obtenir les bibliothèques logicielles partagées du programme en l'exécutant. Ainsi, la page de manuel de ldd recommande de ne jamais employer ldd sur des exécutables non-sûrs. Le manuel propose l'alternative suivante, utilisant les utilitaires objdump et grep :
```
user@home
 
~/
 
$
 
objdump
 
-p
 
/chemin/programme
 
|
 
grep
 
NEEDED

```

## Usage
```
 
user@home
 
~/
 
$
 
ldd
 
/usr/bin/mp3blaster

         
linux-vdso.so.1
 
=
>
  
(
0x00007fff8fdff000
)

         
libsidplay.so.1
 
=
>
 
/usr/lib/libsidplay.so.1
 
(
0x00007f4ea98ec000
)

         
libvorbisfile.so.3
 
=
>
 
/usr/lib/libvorbisfile.so.3
 
(
0x00007f4ea96e4000
)

         
libvorbis.so.0
 
=
>
 
/usr/lib/libvorbis.so.0
 
(
0x00007f4ea94b6000
)

         
libncurses.so.5
 
=
>
 
/lib/libncurses.so.5
 
(
0x00007f4ea9273000
)

         
libpthread.so.0
 
=
>
 
/lib/libpthread.so.0
 
(
0x00007f4ea9056000
)

         
libstdc++.so.6
 
=
>
 
/usr/lib/libstdc++.so.6
 
(
0x00007f4ea8d41000
)

         
libm.so.6
 
=
>
 
/lib/libm.so.6
 
(
0x00007f4ea8abe000
)

         
libgcc_s.so.1
 
=
>
 
/lib/libgcc_s.so.1
 
(
0x00007f4ea88a7000
)

         
libc.so.6
 
=
>
 
/lib/libc.so.6
 
(
0x00007f4ea8523000
)

         
libogg.so.0
 
=
>
 
/usr/lib/libogg.so.0
 
(
0x00007f4ea831c000
)

         
libdl.so.2
 
=
>
 
/lib/libdl.so.2
 
(
0x00007f4ea8118000
)

         
/lib64/ld-linux-x86-64.so.2
 
(
0x00007f4ea9b59000
)

```